# Amami se hai coraggio
Amami se hai coraggio (Jeux d'enfants) è un film del 2003 scritto e diretto da Yann Samuell, all'esordio nella regia.

## Trama
Julien Janvier e Sophie Kowalsky hanno un profondo e particolarissimo legame. Lui ha una madre in punto di morte e un padre con il quale è difficile trovare un punto d'incontro; lei, polacca, viene presa in giro da tutti e ha una famiglia disastrata. I due bambini trasformano i loro dolori e le loro paure in un gioco: inventano continue ragazzate, sfidandosi a vicenda a compierle. Anche da adulti il gioco non si ferma: sfiorando il limite dell'assurdo, diventa sempre più coinvolgente e pericoloso, condizionando le loro vite fino al parossismo finale.

## Curiosità
- Guillaume Canet e Marion Cotillard sono fidanzati dal 2007 e hanno due figli. Hanno lavorato per la prima volta insieme durante le riprese di questo film.
- Tema del film è la celebre canzone La Vie en rose, portata al successo dalla cantante Édith Piaf.
- L'attrice protagonista, Marion Cotillard, ha vinto un Oscar interpretando proprio Édith Piaf nel film La vie en rose.

## Riconoscimenti
- 2004 Newport Beach Film Festival premio della giuria
  - Marion Cotillard - miglior attrice
  - Yann Samuell - miglior opera
- 2004 Palm Springs International Film Festival premio John Schlesinger per Yann Samuell